# قره‌وانلو (کلیبر)
قره‌وانلو یکی از روستاهای استان آذربایجان شرقی است که در بخش آبش‌احمد شهرستان کلیبر واقع شده‌است. این روستا با جمعیتی حدوداً ۸۰۰ نفری می‌باشند و درآمد اصلی شان کشاورزی، دامداری و صنایع دستی است.
در هفتم اردیبهشت ۹۰، آثار باستانی جدیدی کشف شد. باستان شناسان میراث فرهنگی در بررسی‌هایی که از محل انجام دادند یک خمره مخصوص نگهداری غله وتکه‌های از سفال را در این محل پیدا کردند. این قطعات کشف شده هم‌اکنون در موزه میراث فرهنگی نگهداری می‌شود.
1. ↑  «کمیته تخصصی نام نگاری و یکسان‌سازی نام‌های جغرافیایی ایران:». بایگانی‌شده از اصلی در ۲۷ سپتامبر ۲۰۱۳. دریافت‌شده در ۳ سپتامبر ۲۰۱۲.

- «نتایج سرشماری ایران در سال ۱۳۸۵». درگاه ملی آمار. بایگانی‌شده از روی نسخه اصلی در ۲۱ آبان ۱۳۹۲.